# Clifford W. Ashley
Clifford Warren Ashley (* 18. Dezember 1881 in New Bedford, Massachusetts; † 18. September 1947 in Westport, Massachusetts) war ein amerikanischer Seemann, Maler und Verfasser von Sachbüchern.

## Leben

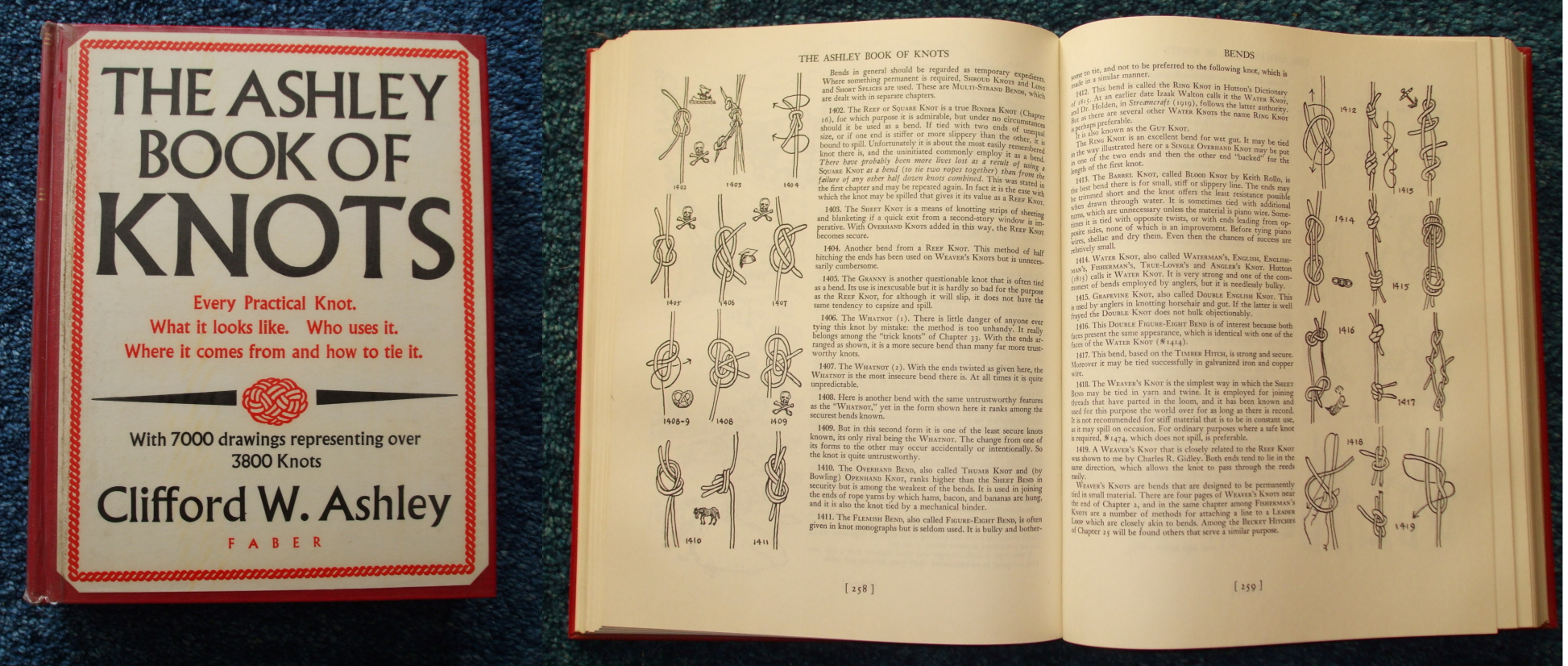
Nachdruck (1979) des Ashley Book of Knots

Nach einer Ausbildung als bildender Künstler verfasste Clifford W. Ashley eine Studie The Yankee Whaler über den Walfang in Neuengland zu Ende des 18. Jahrhunderts und zu Beginn des 19. Jahrhunderts. Die Studie resultierte aus einem Auftrag von Harper’s Monthly Magazine, publiziert 1906, für die Ashley selber auf einem Walfänger zur See fuhr.
1932 heiratete er Sarah Scudder Clarke.
Berühmt wurde Clifford W. Ashley über seine Gemälde und Zeichnungen aus dem maritimen Leben hinaus aber vor allem für sein heute noch als Standardwerk bezeichnetes Buch The Ashley Book of Knots (1944, dt. Das Ashley-Buch der Knoten), für das er während elf Jahren über 3800 Knoten vor allem aus der Seefahrt gesammelt, skizziert und kommentiert hat.
Zwei Jahre nach einem Schlaganfall starb Ashley 1947.
Einige seiner Werke werden heute im New Bedford Whaling Museum sowie in der öffentlichen Bibliothek der Stadt gezeigt. Ihm zu Ehren ist Mount Ashley benannt, ein Berg auf der Insel Südgeorgien.

## Werke
- The Yankee Whaler. Boston, Houghton Mifflin, Boston 1926.
- Whaleships of New Bedford. Houghton Mifflin, Boston 1929
- The Ashley Book of Knots. Doubleday, New York 1944.
  - deutsche Ausgabe: Das Ashley-Buch der Knoten. Über 3800 Knoten. Wie sie aussehen. Wozu sie gebraucht werden. Wie sie gemacht werden. Sonderausgabe. Hamburg: Edition Maritim, 2005, ISBN 3-89225-527-X
- Elton Wayland Hall (Hrsg.): Sperm Whaling from New Bedford: Clifford W. Ashley's Photographs of Bark Sunbeam in 1904. Old Dartmouth Historical Society, New Bedford [1982].